# Liste antiker Ortsnamen und geographischer Bezeichnungen/Jo
| Lateinischer Name  | Griechischer Name                        | Beschreibung              | Heute                                                                  | Quellen und Verweise | Lage |
| ------------------ | ---------------------------------------- | ------------------------- | ---------------------------------------------------------------------- | -------------------- | ---- |
| Jomanes            |                                          |                           |                                                                        | Smith;               |      |
| Joppa              | Ἰόππη (Ioppē)                            | Hafenstadt in Palästina   | Jaffa, Stadtteil von Tel Aviv in Israel                                | Smith;               |      |
| Jordanes           | Ἰορδάνης (Iordanēs), Ἰόρδανος (Iordanos) | Fluss Jordan in Palästina |                                                                        | Smith;               |      |
| Jotabe             |                                          |                           |                                                                        | Smith;               |      |
| Jotapata           | Ἰωτάπατα (Iōtapata)                      | Stadt in Galiläa          | 15 km nördlich von Nazaret, südlich von Karmiel, nahe Yodfat in Israel | Smith;               |      |
| Jotape             |                                          |                           |                                                                        | Smith;               |      |
| Jovalia            |                                          |                           |                                                                        | Smith;               |      |
| Jovem              |                                          |                           |                                                                        | Smith;               |      |
| Jovia              |                                          |                           |                                                                        | Smith;               |      |
| Joviacum           |                                          |                           |                                                                        | Smith;               |      |
| Jovis Mons         |                                          |                           |                                                                        | Smith;               |      |
| Jovis Mons         |                                          |                           |                                                                        | Smith;               |      |
| Jovis Pagus        |                                          |                           |                                                                        | Smith;               |      |
| Jovis Promontorium |                                          |                           |                                                                        | Smith;               |      |